# 武田信堯
武田 信堯（たけだ のぶたか、天文23年（1554年） - 天正10年（1582年）3月）は、戦国時代の武将。武田信友の子。武田信玄の甥にあたる。別名に信光、信則。幼名は勝千代。正室は『武田源氏一統系図』では御宿友綱の妹で、同じ友綱の妹を室とする郡内領主の小山田信茂とは相婿の関係にあったという。

## 生涯
天文23年（1554年）生まれとされているが、一方で信友の兄・信基の子との説もある。これに対して、祖父に当たる武田信虎が甲斐を追われた際に男子（信友の兄にあたる人物）が同行したとは考えにくいとして、信友が13歳で男子（信堯）を儲けたと解する見解もある。
信堯は、武田勝頼に仕えて駿府城代などを務めた。
天正10年（1582年）2月、織田信長による甲州征伐が開始されると、駿河には徳川家康が侵攻してきたため、信堯は駿府城を放棄して甲斐に逃亡した。勝頼は同年3月に新府城を放棄して郡内領主の小山田氏を頼り逃れるが、信茂は勝頼から離反し、滅亡する。『甲陽軍鑑』に拠れば勝頼一行は郡内領の入り口である鶴瀬（甲州市大和町）において信茂の迎えを待っていたが、信茂は入り口を封鎖し、勝頼を木戸から招くと見せかけて虎口から鉄砲を打ちかけたという。この時に信堯は信茂の従兄弟である小山田八左衛門とともに信茂の人質を郡内領へのがしたという。
勝頼滅亡後、小山田信茂とともに織田信忠に伺候するが、甲府（甲府市善光寺）の甲斐善光寺で処刑された。